# Ryan De Vries
Ryan De Vries (født 14. september 1991) er en newzealandsk fodboldspiller. Han har tidligere spillet for New Zealands landshold.

## New Zealands fodboldlandshold
| New Zealands landshold | New Zealands landshold | New Zealands landshold |
| År                     | Kmp                    | Mål                    |
| ---------------------- | ---------------------- | ---------------------- |
| 2015                   | 1                      | 0                      |
| Total                  | 1                      | 0                      |